# Carmine Nardone
Carmine Nardone (Benevento, 12 marzo 1947) è un politico ed economista italiano.
È stato Presidente della Provincia di Benevento dal 24 maggio 1998 fino al 19 aprile 2008.

## Biografia
Laureato in Scienze Agrarie, specializzato in Ricerche Economico- Agrarie, docente di Economia Agraria presso il Centro di Formazione Studi per il Mezzogiorno. È stato tra i soci fondatori dell'Associazione Manlio Rossi-Doria.
La sua attività di studio e di approfondimento comprende soprattutto temi di bioetica, del rapporto tra le biotecnologie e la biodiversità e nella sostenibilità dello sviluppo. Fu direttore della rivista "Agricoltura e Società" (edizioni Sintesi, Napoli), membro del comitato scientifico della rivista internazionale "Capitalismo Natura e Socialismo" diretta da J. O'Connor e membro del comitato scientifico della rivista "Cooperazione in agricoltura".
Il suo impegno istituzionale inizia nel 1987 quando è eletto per la prima volta alla Camera dei deputati nelle liste del Partito Comunista Italiano. Componente della Commissione Agricoltura, di cui è stato segretario e vicepresidente, della Commissione Politiche Comunitarie nonché vicepresidente della Commissione di Inchiesta Parlamentare sull'AIMA. È stato relatore dell'indagine sulle Biotecnologie durante la XIII Legislatura.
È stato a lungo responsabile nazionale per le politiche agro-alimentari e dello sviluppo rurale del Partito Democratico della Sinistra.
Rieletto alla Camera nel 1992, 1994 e 1996, resta in Parlamento fino al 1999 quando si dimette perché eletto Presidente della Provincia di Benevento.
Eletto la prima volta in tale carica il 4 dicembre 1998 con il 60,7% dei voti in rappresentanza di una coalizione di centrosinistra. Viene poi rieletto nel 2003 (elezioni del 25 maggio) raccogliendo il 73,6% dei voti.
Il 21 agosto 2007 rassegna le proprie dimissioni dopo che il Consiglio provinciale vota, con 20 voti a favore e uno contrario (quello di Nardone), il blocco per le centrali a biomasse nel Sannio. Dimissioni che rientrano dopo la riunione provinciale del 6 settembre del 2007, alla quale con larga maggioranza 18 voti a favore e due contrari il consiglio approvava il ritiro delle sue dimissioni. Il mandato amministrativo scade il 19 aprile 2008. Il 14 ottobre del 2007 viene eletto membro della Assemblea Nazionale del Partito Democratico.
Il 16 aprile 2013 è diventato Accademico Ordinario dell'Accademia dei Georgofili con Cerimonia Ufficiale tenutasi a Palazzo Vecchio a Firenze.
Il 9 ottobre 2016 riceve a Palazzo Giustiniani, nella qualità di Presidente di Futuridea, la Targa del Presidente della Repubblica, nell'ambito del Premio Internazionale Guido Dorso, per la attività culturale e sociale nel Mezzogiorno.

## Pubblicazioni e Saggi
- Lo sviluppo della meccanizzazione agricola in Italia (1976)
- La consulenza alla gestione dell'impresa agricola in Olanda e Francia (1976)
- Gli enti di sviluppo agricolo: la Federconsorzi e la cooperazione agricola (1978)
- Aree interne: riflessioni per un nuovo sviluppo agricolo (1981)
- Crisi e forme di emarginazione sociale in agricoltura (1983)
- Origini, sviluppo e caratteristiche della cooperazione agricola in quattro aree interne del Mezzogiorno (1985)
- Programmazione socio-economica e progettazione formativa (1989)
- Alimentazione, biotecnologie e sviluppo sostenibile (1991)
- All'ombra dell'Aima: frodi, truffe, sprechi, clientelismo negli aiuti all'agricoltura (1992)
- Indagine conoscitiva sulle biotecnologie (1997)
- Cibo Biotecnologico (1997)
- L'alimentation biotecnologique (1999)
- Agricoltura e sostenibilità (1999)
- The patentability of living organism: science and ethics (1999)
- Lotta alla fame e alla povertà. La sicurezza alimentare al Nord e al Sud del mondo (1999)
- Osso e fame (2006)
- Crisi e sostenibilità (2010)
- L'elettroshock - un Presidente da 73% (2010)
- Global Sustainability Inside and Outside the Territory (2014)
- Paesaggi Rurali - Percezione, Promozione, Gestione, Evoluzione sostenibile (2017)